# شما (هفته‌نامه)
شما (مخفف شهدای مؤتلفه اسلامی) هفته‌نامه و ارگان حزب موتلفه اسلامی (از احزاب محافظه کار جمهوری اسلامی) است. این نشریه توسط اسدالله بادامچیان، بنیان نهاده شده است. صاحب امتیاز این هفته‌نامه، حزب موتلفه اسلامی است. مدیر مسئول آن در ابتدا اسدالله بادامچیان و هم‌اکنون، مجتبی همدانی و سردبیر آن، حمیدرضا ترقی است.
شما در ۱۶ صفحه منتشر می‌شود، از جمله: صفحه سیاسی، صفحه اقتصاد و توسعه، صفحه دانشجو.

## منبع
- هفته‌نامه شما، شناسنامه هفته‌نامه، صفحه آخر.